# Нябыяха (река, впадает в Карское море)
Нябыяха (также Нябы-Яха) — река в России, протекает по территории Ямальского района Ямало-Ненецкого автономного округа, на полуострове Ямал. Длина реки — 107 км, площадь водосборного бассейна — 1090 км².
Исток реки находится в западной части полуострова Ямал на высоте более 9 м над уровнем моря. Преимущественно течёт на северо-запад. В среднем течении берега часто обрывистые, активно меандрирует. В бассейне большое количество некрупных озёр и болот. Впадает в залив Вэбаркапаха Карского моря в 42 км к югу от устья реки Мордыяхи. Река испытывает приливно-отливные течения. Перед устьем ширина реки достигает 75 м, а глубина — 3 м. Скорость течения в низовьях — 0,3 м/с.

## Основные притоки
Указаны поименованные притоки длиной более 20 км.
| Название    | Расстояние от устья | Длина | Положение |
| ----------- | ------------------- | ----- | --------- |
| Хэбидяяха   | 10                  | 40    | левый     |
| Ханавэйяха  | 27                  | 26    | правый    |
| Томбойсё    | 40                  | 21    | правый    |
| Нябыянгъяха | 54                  | 26    | левый     |
| Ханнгэпензя | 62                  | 27    | правый    |

## Данные водного реестра
По данным государственного водного реестра России относится к Нижнеобскому бассейновому округу, водохозяйственный участок — реки бассейна Карского моря от западной границы бассейна реки Большая Ою до мыса Скуратова, речной подбассейн реки — подбассейн отсутствует. Речной бассейн реки — Реки бассейна Карского моря междуречья Печоры и Оби.
Код объекта в государственном водном реестре — 15010000112115300038815.